# Buicourt
Buicourt – miejscowość i gmina we Francji, w regionie Hauts-de-France, w departamencie Oise.
Według danych na rok 1990 gminę zamieszkiwało 127 osób, a gęstość zaludnienia wynosiła 36 osób/km² (wśród 2293 gmin Pikardii Buicourt plasuje się na 870. miejscu pod względem liczby ludności, natomiast pod względem powierzchni na miejscu 1010.).